# Celso Daniel
Celso Augusto Daniel (Santo André, São Paulo, 16 de abril de 1951 – Juquitiba, 18 de enero de 2002) fue un político brasileño asesinado durante el ejercicio del cargo.

## Biografía
Ingeniero de formación, fue elegido alcalde de la ciudad paulista de Santo André por el Partido de los Trabajadores. Estuvo casado con Miriam Belchior. Tenía dos hijos.

## Asesinato
Celso Daniel fue asesinado el 18 de enero de 2002. Su cadáver fue encontrado en una entrada de la ciudad de Juquitiba, Grande São Paulo, de la que era natural, con marcas de armas de fuego en el rostro y en el pecho. Por lo que se sabe, Celso Daniel fue secuestrado dos días antes de morir, cuando volvía de una comida con su amigo y asesor Sérgio Gomes da Silva. El alcalde fue mantenido en cautividad en la Favela Pantanal, en São Paulo, y después asesinado.
Entre los sospechosos se figuran criminales comunes y políticos. Tras el inicio de las investigaciones, siete testigos murieron, todos en circunstancias misteriosas.
Un hermano de la víctima, el oculista João Francisco Daniel, en una entrevista a los medios afirmó que se mantenía en su opinión de que empresas contratadas por la prefectura de Santo André desviaban recursos públicos para las campañas electorales del Partido de los Trabajadores (PT).

## Reconocimientos
La Facultad de Ingeniería del Centro Universitario Fundación Santo André, el parque más antiguo de la ciudad (antiguo Parque Duque de Caxias) y la estación de la CPTM de Santo André llevan su nombre.